# Église Saint-Germain de Genève
Pour les articles homonymes, voir Église Saint-Germain.
L’église Saint-Germain de Genève, est une église catholique située dans la ville de Genève, en Suisse.

## Historique
L'église actuelle de style gothique date du XVe siècle. Elle est construite sur une basilique chrétienne primitive datant du IVe siècle, à laquelle a succédé une église romane construite au XIIe siècle, rénovée en 1334 à la suite d'un incendie. L'église est attachée à la paroisse du même nom, l'une des sept paroisses existantes jusqu'à la Réforme à Genève.
Une brochure de 1994 sur la rénovation d'un îlot d'immeubles jouxtant l'église Saint-Germain parle d'un quartier très ancien, avec « un tracé urbain resté pratiquement inchangé depuis le Moyen Âge », au niveau socio-économique moyen et composé d'immeubles modestes qui furent occupés par le « petit-peuple ». Un cimetière entourait l'église (les fondations d'une construction faite vers 1380 coupent des squelettes). La majorité des maisons étaient en bois et en pisé jusqu'au XIVe siècle, un édit de 1372 rend la construction avec des matériaux ignifuges obligatoire. C'était le quartier des bouchers (la rue Saint-Germain se nommait rue de l'Écorcherie) et des boulangers.
C'était aussi le quartier où vivaient librement les Juifs depuis 1396. En 1428, une trentaine de familles juives sont contraintes de résider dans une portion de ce quartier fermée par deux portes la nuit : le Cancel de Genève, considéré comme le premier ghetto juif au monde. Ils seront finalement expulsés de Genève en 1490.
Le maçon-architecte François Cirgat de Genève est mentionné en lien avec Saint-Germain, l'église est donc l'objet de travaux vers le milieu du XVe siècle.
La Réforme est prêchée pour la première fois à Genève dans cette église, en 1535. On y voit en particulier le théologien Guillaume Farel prêcher. Cependant elle sert aussi par moments de « grenier, arsenal, boucherie ou fonderie de canons ». L'église est affectée à la boucherie entre 1537 et 1554.
Le bâtiment est à nouveau utilisé comme église dès le XVIIIe siècle, comme sanctuaire protestant. Saint-Germain remplace temporairement la cathédrale Saint-Pierre.
Alors que Genève est envahie par la France au début du XIXe siècle, un concordat signé en 1801 entre le pape Pie VII et Napoléon oblige les autorités à tolérer l'existence d’une église catholique romaine sur le territoire de la ville. L'église Saint-Germain est choisie en 1803, son premier curé est Jean-François Vuarin de Collonges-sous-Salève.
Un lot de 17 tableaux en provenance du « Musée Napoléon » sont offerts en 1805 à Genève. L'empereur, convaincu par le ministre de l'Intérieur Chaptal, voulait faire bénéficier ses départements de quelques tableaux gagnés durant ses campagnes. Sept de ces œuvres, à caractère religieux, furent déposés à l'église Saint-Germain le 23 mars 1805. Un tableau réintègre le musée dès la Restauration, et le conseil municipal décide en 1870 de déplacer cinq autres tableaux au Musée Rath.
En 1847, le jeune abbé Gaspard Mermillod (23 ans, futur cardinal) devient vicaire de Saint-Germain.
En 1873, le bâtiment est mis à disposition de l'Église catholique chrétienne. Après la séparation de l'Église et de l'État en 1907, il devient propriété de l'Église catholique chrétienne de Genève.
Un incendie ravage le clocher au début du XXe siècle, les cloches des fondeurs Revillard (de 1726 et 1765) sont détruites. Une cloche est achetée à une tour d'horloge dans la ville et transformée pour pouvoir sonner en volée, elle pèse 120 kilos et a été fondue par Jean-Louis Revillard à Genève en 1764. Une rénovation débute en 1906 et l'église rouvre en 1908. Saint-Germain est classé monument historique en 1921 et déclaré bien culturel suisse d'importance nationale.
Une nouvelle restauration a lieu en 1999. En 2008, à l'occasion des cent ans de la restauration du clocher en 1908, deux cloches additionnelles ont été coulées par la fonderie Paccard d'Annecy, de 260 kg et 70 kg.

## Fonctions
Saint-Germain est l'une des deux paroisses de l'Église catholique chrétienne de Genève (avec Lancy-Carouge, église de la Trinité au Grand-Lancy).
L'église Saint-Germain est bien connue des Genevois pour les nombreux concerts qui y ont lieu en été depuis 1973.

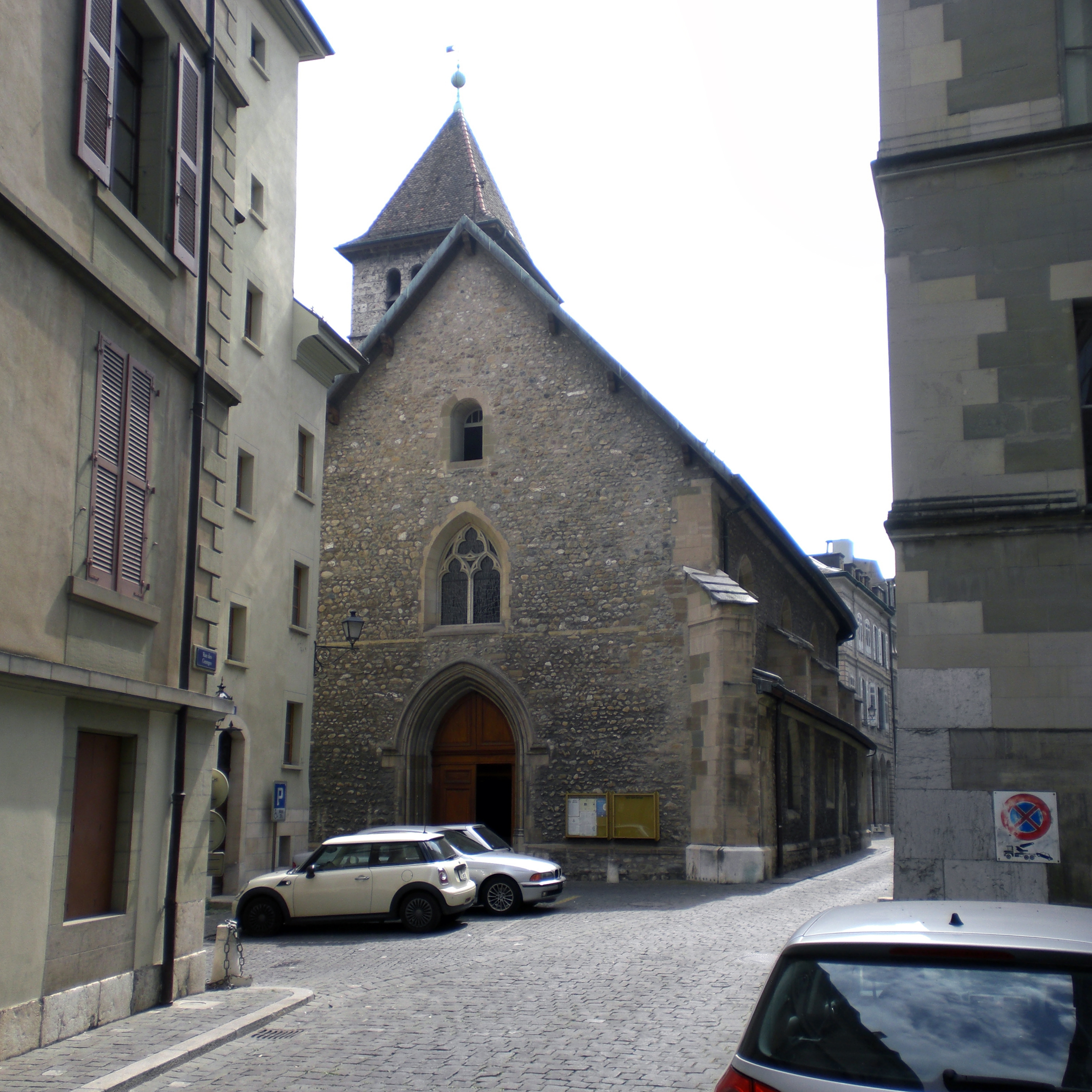
L'église se trouve dans le tissu dense de la vieille ville de Genève, au cœur du centre-ville

## Archéologie et architecture

### Chancel
Des fragments de chancel ou clôture de chœur (sépare la nef du chœur liturgique) ont été découverts à Saint-Germain. Charles Bonnet écrit que ces « fragments (...) de la fin du IVe siècle ou du Ve siècle sont d'un grand intérêt avec la représentation en relief de cerfs et d'agneaux s'affrontant de part et d'autre d'un motif central surmonté d'une croix latine. Ces éléments sculptés dans un calcaire fin provenant d'une carrière proche de Genève sont vraisemblablement issus d'un atelier local ». Cette plaque aurait mesuré 1,65 x 1,25 m.

### Cadran solaire
À l'extérieur du mur de la sacristie, au-dessus d'une fontaine, se trouve un cadran solaire réalisé par l'artiste genevois Albert Schmidt en 1908, il n'indique que les heures matinales. Ce cadran solaire représente un « motif particulier : sous le soleil, la mort chevauche un âne » ; la mort représentant la vanité de la vie terrestre. Il a fait l'objet d'une réfection en 1990.